# Mistrzostwa Świata w Short Tracku 2010
35. Mistrzostwa Świata w Short tracku odbyły się w dniach 19-21 marca 2010 w Sofii, 

## Reprezentacja Polski

### kobiety
- Paula Bzura – 32. (500 m), 14. (1500 m), 30. (wielobój)
- Patrycja Maliszewska – 23. (500 m), 17. (1500 m), 19. (wielobój)

### mężczyźni
- Jakub Jaworski – 33. (500 m), 23. (1500 m), 32. (wielobój)
- Bartosz Konopko – 35. (500 m), 46. (1500 m), 43. (wielobój)

## Klasyfikacja medalowa
| Lp. | Kraj              | Złoto | Srebro | Brąz | Razem |
| 1   | Korea Południowa  | 9     | 7      | 4    | 20    |
| 2   | Chiny             | 3     | 1      | 1    | 5     |
| 3   | Kanada            | 0     | 3      | 2    | 5     |
| 4   | Stany Zjednoczone | 0     | 1      | 4    | 5     |
| 5   | Niemcy            | 0     | 0      | 1    | 1     |

## Medaliści
| Konkurencja | Złoto                            | Srebro                          | Brąz                                  |
| Mężczyźni   |                                  |                                 |                                       |
| 500 metrów  | Liang Wenhao · Chiny             | François Hamelin · Kanada       | François-Louis Tremblay · Kanada      |
| 1000 metrów | Lee Ho-suk · Korea Południowa    | Kwak Yoon-gy · Korea Południowa | J.R. Celski · Kanada                  |
| 1500 metrów | Kwak Yoon-gy · Korea Południowa  | Sung Si-bak · Korea Południowa  | Lee Ho-suk · Korea Południowa         |
| 3000 metrów | Lee Ho-suk · Korea Południowa    | Kwak Yoon-gy · Korea Południowa | J.R. Celski · Stany Zjednoczone       |
| Wielobój    | Lee Ho-suk · Korea Południowa    | Kwak Yoon-gy · Korea Południowa | Liang Wenhao · Chiny                  |
| Sztafeta    | Korea Południowa                 | Stany Zjednoczone               | Niemcy                                |
| Kobiety     |                                  |                                 |                                       |
| 500 metrów  | Wang Meng · Chiny                | Kalyna Roberge · Kanada         | Marianne St-Gelais · Kanada           |
| 1000 metrów | Wang Meng · Chiny                | Cho Ha-ri · Korea Południowa    | Katherine Reutter · Stany Zjednoczone |
| 1500 metrów | Park Seung-hi · Korea Południowa | Lee Eun-byul · Korea Południowa | Cho Ha-ri · Korea Południowa          |
| 3000 metrów | Park Seung-hi · Korea Południowa | Cho Ha-ri · Korea Południowa    | Lee Eun-byul · Korea Południowa       |
| Wielobój    | Park Seung-hi · Korea Południowa | Wang Meng · Chiny               | Cho Ha-ri · Korea Południowa          |
| Sztafeta    | Korea Południowa                 | Kanada                          | Stany Zjednoczone                     |